# Museum voor Schone Kunsten van Calais
Het Museum voor Schone Kunsten van Calais (Frans: Musée des Beaux Arts de Calais) is een kunstmuseum in de Franse stad Calais, gelegen aan Rue Richelieu 25.
Het museum toont een grote verzameling schilderijen, aquarellen, beeldhouwwerken, ontwerpen en foto's van de 16e tot de 21e eeuw. Uit Vlaanderen zijn er werken van Pieter Pourbus en Peter Paul Rubens. Verder werk van François Clouet, Nicolas de Largillière en Jean-Honoré Fragonard. Een zaal is gewijd aan beeldhouwer Auguste Rodin en zijn werk De Burgers van Calais. Voorts werk van Antoine-Louis Barye, Émile-Antoine Bourdelle, Anthony Caro en Germaine Richier. Uit de streek van Calais is werk te zien van Louis Francia, Henri Lhotellier en Jean Roulland.
Er is ook een verzameling kant en een verzameling Gallo-Romeinse voorwerpen.